# Blackcat Lake
Blackcat Lake är en sjö i Kanada.   Den ligger i countyt Haliburton County och provinsen Ontario, i den sydöstra delen av landet, 240 km väster om huvudstaden Ottawa. Blackcat Lake ligger 390 meter över havet. Arean är 0,16 kvadratkilometer. Den ligger vid sjöarna  Cat Lake Clear Lake Little Hawk Lake och Red Pine Lake. Den sträcker sig 0,5 kilometer i nord-sydlig riktning, och 0,7 kilometer i öst-västlig riktning.
I omgivningarna runt Blackcat Lake växer i huvudsak blandskog. Runt Blackcat Lake är det mycket glesbefolkat, med 4 invånare per kvadratkilometer.